# لویی بستین
لویی بَستین (فرانسوی: Louis Bastien‎; ۲۶ اکتبر ۱۸۸۱ – ۱۳ اوت ۱۹۶۳) دوچرخه‌سوار و شمشیرباز اهل فرانسه بود.